# Хёршайд
Хёршайд (нем. Hörscheid) — община в Германии, в земле Рейнланд-Пфальц. 
Входит в состав района Вульканайфель. Подчиняется управлению Даун.  Население составляет 130 человек (на 31 декабря 2010 года). Занимает площадь 4,04 км².